# Герб Незвиська
Герб Незви́ська — офіційний символ села Незвиська, Городенківського району Івано-Франківської області, затверджений 16 липня 1998 р. рішенням Незвиської сільської ради.
Автори — Андрій Гречило та Я. Левкун.

## Опис герба
У синьому полі срібна дзвіниця, У золотій главі, відділеній ламаною лінією (у 4 злами), дві зелені конвалії зі срібними квітками. Щит обрамований декоративним картушем.

## Зміст
Зображення дзвіниці сільської церкви засвідчує високу духовність мешканців Незвиська. Ламана лінія поділу щита вказує на географічне розташування села між горами. Квіти конвалії характеризують багатство навколишньої природи. Синій колір означає повноводний Дністер, а золотий — сільське господарство (основне заняття мешканців Незвиська), а також є символом добробуту, щедрості й багатства.